# National Semiconductor Introkit
National Semiconductor Introkit (Introkit) је био кућни рачунар фирме National Semiconductor који је почео да се производи у Сједињеним Америчким Државама од 1976. године.
Користио је SC/MP (ISP-8A/500D) као микропроцесор. RAM меморија рачунара је имала капацитет од 256 бајтова. 

## Детаљни подаци
Детаљнији подаци о рачунару Introkit су дати у табели испод.
|                       |                                                              |
| [ 1 ]                 |                                                              |
| Произвођач            |                                                              |
| Тип                   | кућни рачунар                                                |
| Меморија              | 256 бајтова                                                  |
| Поријекло             | Сједињене Америчке Државе                                    |
| Година                | 1976                                                         |
| Тастатура             | 20 тастера, 16 хексадецималних тастера и 4 командна тастера  |
| Процесор              |                                                              |
| Фреквенција процесора | 1                                                            |
| RAM                   | 256 бајтова                                                  |
| ROM                   | 512 бајтова                                                  |
| Текст                 | 6-цифарни 7-сегментни ЛЕД показивач, калкулаторски показивач |
| Графика               |                                                              |
| Боја                  |                                                              |
| Звук                  | мали звучник                                                 |
| Димензије             | 10 (ширина) x 16 (висина) (картица са централним процесором) |
| Портови               |                                                              |
| Оперативни систем     |                                                              |